# East Longmeadow
East Longmeadow est une ville du Comté de Hampden dans l’État du Massachusetts.
Elle a été incorporée en 1894.
Sa population était de 16 430 habitants en 2020.